# Мана (посёлок)
Мана — поселок в Партизанском районе Красноярского края в составе Минского сельсовета.

## География
Находится примерно в 64 километрах по прямой на юг-юго-запад от районного центра села Партизанское у одноимённой станции Красноярской железной дороги.

## Климат
Климат умеренно холодный, континентальный. Вегетационный период продолжается, в среднем, 135 дней-148 дней, а безморозный в среднем 96 дней, с колебаниями в отдельные годы от 105 до 79 дней. Устойчивый снежный покров лежит более пяти месяцев (в среднем с первой декады ноября до конца апреля). Средняя высота снежного покрова под пологом составляет 56 см, на открытых участках — 19 см. Среднегодовое количество осадков 375 мм. Средняя температура воздуха за год −0,9°С.

## Население
Постоянное население составляло 718 человек в 2002 году (100 % русские), 700 в 2010.

## Инфраструктура
Станция Мана Красноярской железной дороги на 682 километре железнодорожной линии Абакан-Тайшет. Школа, открытая в 2016 году  и несколько магазинов.